# Henotesia maevius
Henotesia maevius är en fjärilsart som beskrevs av Otto Staudinger 1887. Henotesia maevius ingår i släktet Henotesia och familjen praktfjärilar. Inga underarter finns listade i Catalogue of Life.